# Antemasque
Antemasque è una rock band statunitense attiva dal 2014 che vede militare fra le sue file il cantante Cedric Bixler-Zavala e il chitarrista Omar Rodríguez-López. Entrambi i musicisti hanno in passato suonato nei disciolti Mars Volta (2001–2012) e precedentemente negli At The Drive-In (1993–2001 e 2011–2012). Nella formazione che ha registrato il loro album di debutto compaiono anche il bassista Flea (Red Hot Chili Peppers) e il batterista David Elitch (ex Mars Volta ed ex Daughters of Mara). Nonostante le dichiarazioni iniziali della stampa musicale, al momento Flea non è comunque inquadrato come membro stabile della band.

## Storia del gruppo
Bixler-Zavala e Omar Rodríguez-López, collaboratori di vecchia data, avevano sciolto i Mars Volta, il loro progetto musicale principale, nel 2012. La nascita della nuova band è stata annunciata il 9 aprile del 2014, contemporaneamente al lancio del loro primo singolo, "4AM". Il giorno seguente, tramite la loro pagina Bandcamp, venne lanciato un altro pezzo, "Hangin in the Lurch", che vedeva la band alle prese con una commistione delle loro due influenze principali ovvero il progressive rock ed il post punk di matrice statunitense. Nelle info che accompagnavano il pezzo si anticipava l'imminente uscita di un album completo dal titolo eponimo. Altri due pezzi, "People Forget" e "Drown All Your Witches", anche questi usciti in aprile nel giro di pochi giorni, hanno preceduto il lancio dell'album, distribuito in tutto il mondo il 10 novembre 2014.

## Discografia
- Antemasque (2014)